# David Beckmann
David Alexander Beckmann (Iserlohn, 27 de abril de 2000), é um automobilista alemão que compete na Fórmula E pela equipe Kiro Race Co, sendo também piloto de fábrica e reserva da Porsche Formula E Team. Ele estreou na categoria em 2023 ao participar do ePrix de Jacarta pela Avalanche Andretti, e também teve passagens por categorias como Mundial de Endurance, Fórmula 2 e Fórmula 3.

## Carreira

### Cartismo
Beckmann começou no cartismo em 2008, conquistando vitórias em categorias como o Campeonato DMV Kart de seu país natal, a European Bridgestone Cup de 2012, e o Campeonato Junior de Kart alemão, batendo o futuro piloto de F1 Mick Schumacher. Ele permaneceu no cartismo até 2014.

### Fórmula 4
Em 2015, Beckmann participou de duas categorias de Fórmula 4: a alemã e a italiana.
Na alemã, Beckmann correu pela ADAC Berlin-Brandenburg, tendo entre seus companheiros o futuro campeão da F3 Robert Shwartzman e o futuro piloto da F1 Lando Norris, por algumas rodadas. Beckmann ficou de fora da primeira rodada em Oschersleben, mas conseguiu quatro pódios, incluindo uma vitória na corrida 2 de Hockenheimring e terminou o ano em quinto lugar, com 166 pontos. Seu resultado o tornou campeão dos rookies, desbancando Mick Schumacher e Zhou Guanyu.
Já na italiana, Beckmann competiu pela kfzteile24 Mücke Motorsport até a sexta rodada. Mesmo assim, ele venceu três provas, fez mais quatro pódios e encerrou o ano na quarta colocação, com 176 pontos.

### GP3 Series
Em 2018, Beckmann ingressou na disputa da GP3 Series pela equipe Jenzer Motorsport, porém a partir da rodada de Hungaroring, ele se transferiu para a Trident, onde conquistou um total de três vitórias, duas poles e duas voltas rápidas, terminado no quinto lugar no Campeonato de Pilotos.

### Fórmula 3

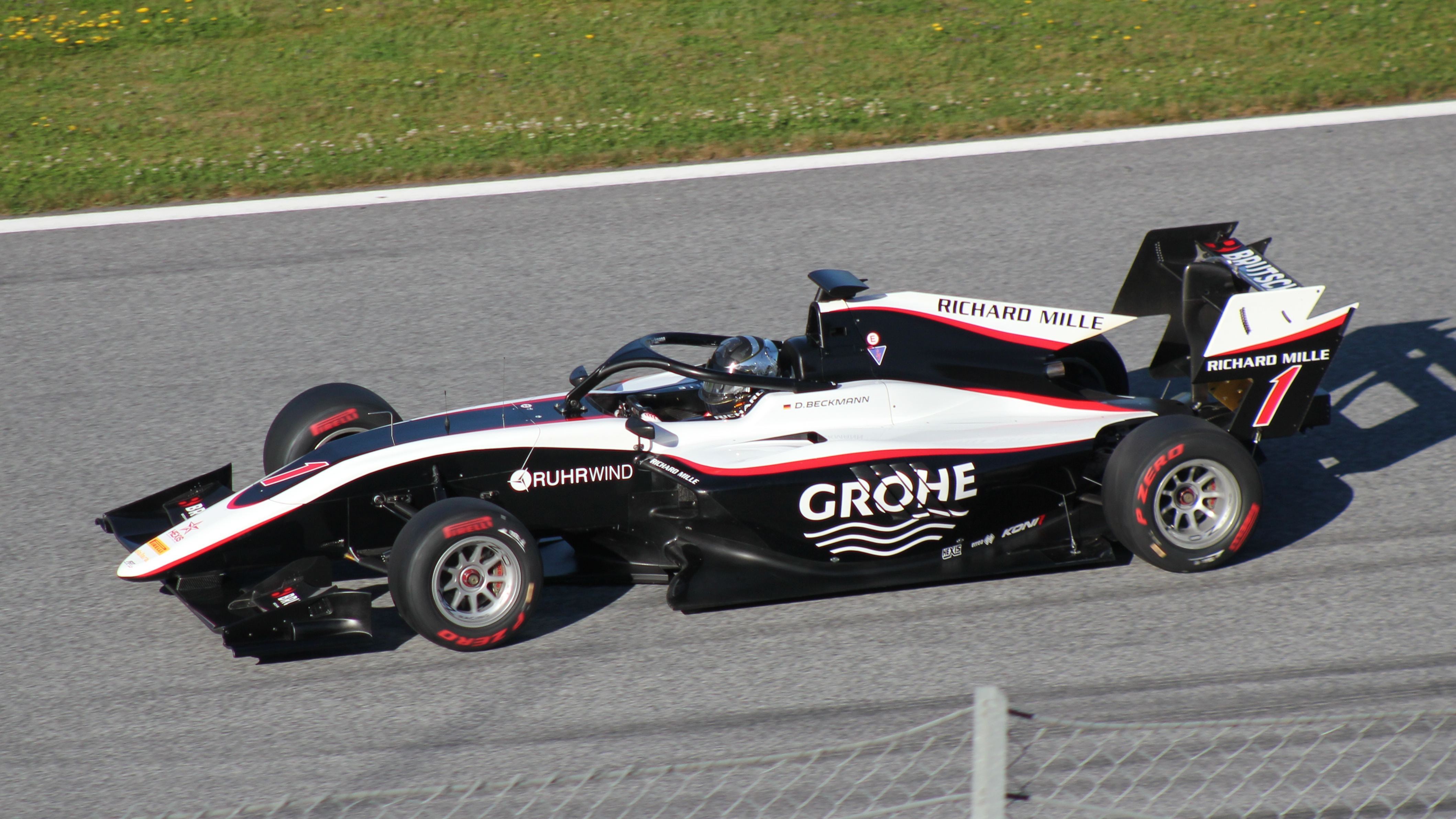
Beckmann pilotando o carro da ART no Red Bull Ring em 2019

Em 2019, Beckmann foi contratado pela equipe ART Grand Prix para a disputa da temporada inaugural do Campeonato de Fórmula 3 da FIA. Ele correu com o carro de número 1 e teve como companheiros o britânico Max Fewtrell e o dinamarquês Christian Lundgaard. O melhor resultado de Beckmann foi um quarto lugar na corrida 1 da Catalunha, e ele faltou à rodada dupla de Sochi por conta de emergências familiares. Assim, o alemão terminou o ano em décimo quarto, com vinte pontos.
Inicialmente, Beckmann havia ficado sem equipe para a disputa da temporada de 2020, mas devido ao atraso do início da temporada provocado pelo impacto da pandemia de Covid-19, ele foi contratado pela Trident para substituir Devlin DeFrancesco antes da disputa da primeira etapa do campeonato no Red Bull Ring em julho.

### Fórmula 2

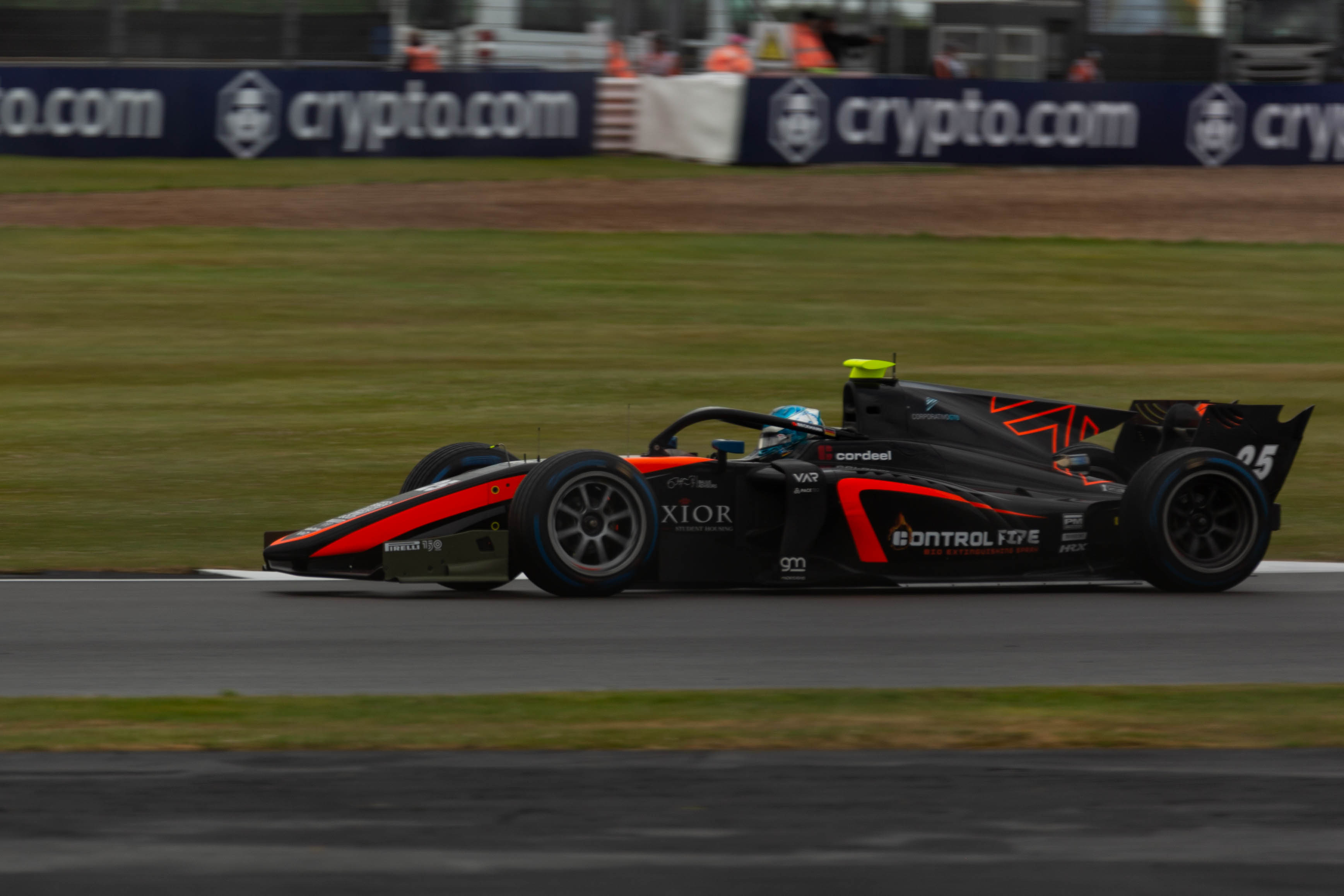
Beckmann guiando o carro da Van Amersfoort em 2022

Em 19 de fevereiro de 2021, foi anunciado que Beckmann havia sido contratado pela equipe Charouz Racing System para a disputar do Campeonato de Fórmula 2 da FIA de 2021 ao lado do brasileiro Guilherme Samaia. Porém, no início de setembro, foi anunciado que Enzo Fittipaldi substituiria Beckmann a partir da rodada seguinte em Monza. Mas poucos dias antes do início daquele fim de semana, Beckmann se inscreveu para correr pela equipe Campos Racing no lugar de Matteo Nannini. No entanto, ele foi substituído novamente, dessa vez por Olli Caldwell, que passou a disputar o campeonato a partir da sétima rodada, que foi realizada em Gidá.
Beckmann voltou à F2 em 2022, fazendo duas rodadas pela Charouz no lugar de Cem Bölükbaşı, e depois assumindo o carro da Van Amersfoort por mais seis rodadas, substituindo Jake Hughes. Seu melhor resultado foi um quinto lugar na corrida 2 de Monza, sua última prova na categoria. Para a rodada final, Beckmann foi substituído por Juan Manuel Correa, e o alemão encerrou o ano em 18º, com 25 pontos.

### Fórmula E

#### Andretti
Em fevereiro de 2022, na semana do ePrix da Cidade do México, válido para a temporada de 2021–22, Beckmann foi anunciado como o piloto de testes e reserva da equipe de Fórmula E Avalanche Andretti.
Para a temporada de 2022–23, Beckmann continuou com suas funções na Andretti, ao mesmo tempo em que ingressou na TAG Heuer Porsche como piloto reserva.
Em março se 2023, foi divulgado que André Lotterer iria perder a rodada dupla da Fórmula E em Jacarta no mês de junho e que ele seria substituído na equipe por Beckmann. A mudança foi desencadeada por Lotterer ter que comparecer ao dia de teste das 24 Horas de Le Mans, realizado no mesmo fim de semana do ePrix de Jacarta. Em duas corridas, Beckmann não pontuou, em uma, terminou em décimo sexto, e em outra, bateu e não completou a prova.

#### Kiro
Graças às suas conexões com a Porsche, a fornecedora de motores da Kiro Race Co, Beckmann foi chamado para pilotar o carro da equipe americana durante os testes de pré-temporada em Valência. Mas com as enchentes na cidade e a destruição de parte da pista, os testes foram mudados para Madri, utilizando o Circuito de Jarama, e Beckmann liderou o terceiro dia de treinos. Em 2 de dezembro de 2024, a equipe Kiro confirmou Beckmann para a disputa da temporada de 2024–25, pilotando o carro número 3 no lugar do brasileiro Sérgio Sette Câmara e sendo o mais novo companheiro do britânico Dan Ticktum.
Na sua estreia com a equipe, no ePrix de São Paulo, Beckmann chegou a fazer a melhor volta, mas não levou o ponto extra por não ter terminado entre os dez primeiros. O alemão nem completou a prova, por problemas mecânicos. O primeiro abandono de Beckmann foi na Cidade do México, onde ele colidiu com o também estreante Zane Maloney, da Lola. Em Berlim, sua corrida em casa, Beckmann sofreu uma colisão com Sette Câmara durante a corrida 1, provocando seu segundo abandono na temporada. Na corrida 2, ele liderou por quatro voltas, após ser o primeiro a acionar o Modo Ataque, mas perdeu rendimento e encerrou a prova em décimo sexto. Seu primeiro e único ponto da temporada viria apenas na corrida final, em Londres, onde Beckmann se beneficiou da punição de dez segundos sofrida por seu companheiro para ser promovido ao décimo lugar. Com isso, o alemão da Kiro se classificou em vigésimo terceiro e penúltimo lugar, ficando à frente apenas de Maloney, que não pontuou. No duelo interno da sua equipe, Beckmann foi superado por Ticktum por ampla margem, já que o britânico somou 85 pontos e ficou doze posições acima do alemão.

### Mundial de Endurance
Beckmann participou das 1000 Milhas de Sebring, prova do Mundial de Endurance de 2023, na qual dirigiu o carro #48 da Jota com Will Stevens e Yifei Ye. O trio venceu na categoria LMP2.

## Resumo da carreira
| Temporada | Categoria                        | Equipe                       | Corrridas | Vitórias | Poles | V.M.R. | Pódios | Pontos | Pos. |
| --------- | -------------------------------- | ---------------------------- | --------- | -------- | ----- | ------ | ------ | ------ | ---- |
| 2015      | ADAC Fórmula 4                   | ADAC Berlin-Brandenburg e.V. | 20        | 1        | 0     | 0      | 4      | 166    | 5.º  |
| 2015      | Campeonato Italiano de Fórmula 4 | kfzteile24 Mücke Motorsport  | 18        | 3        | 1     | 4      | 7      | 176    | 4.º  |
| 2016      | Fórmula 3 Europeia               | kfzteile24 Mücke Motorsport  | 24        | 0        | 0     | 1      | 2      | 67     | 15.º |
| 2016      | Masters de Fórmula 3             | kfzteile24 Mücke Motorsport  | 1         | 0        | 0     | 0      | 0      | N/A    | 10.º |
| 2016      | Grande Prêmio de Macau           | kfzteile24 Mücke Motorsport  | 1         | 0        | 0     | 0      | 0      | N/A    | 19.º |
| 2017      | Fórmula 3 Europeia               | Van Amersfoort Racing        | 9         | 0        | 0     | 0      | 0      | 45     | 16.º |
| 2017      | Fórmula 3 Europeia               | Motopark                     | 21        | 0        | 0     | 0      | 0      | 45     | 16.º |
| 2018      | GP3 Series                       | Jenzer Motorsport            | 8         | 0        | 0     | 0      | 0      | 137    | 5.º  |
| 2018      | GP3 Series                       | Trident                      | 10        | 3        | 2     | 2      | 4      | 137    | 5.º  |
| 2019      | Fórmula 3                        | ART Grand Prix               | 16        | 0        | 0     | 0      | 0      | 20     | 14.º |
| 2019      | Grande Prêmio de Macau           | Trident                      | 1         | 0        | 0     | 0      | 0      | N/A    | 9.º  |
| 2020      | Fórmula 3                        | Trident                      | 18        | 2        | 0     | 0      | 6      | 139.5  | 6.º  |
| 2021      | Fórmula 2                        | Charouz Racing System        | 12        | 0        | 0     | 0      | 2      | 32     | 15.º |
| 2021      | Fórmula 2                        | Campos Racing                | 5         | 0        | 0     | 0      | 0      | 32     | 15.º |
| 2022      | Fórmula 2                        | Charouz Racing System        | 2         | 0        | 0     | 0      | 0      | 25     | 18.º |
| 2022      | Fórmula 2                        | Van Amersfoort Racing        | 12        | 0        | 0     | 1      | 0      | 25     | 18.º |
| 2022-23   | Fórmula E                        | Avalanche Andretti Formula E | 2         | 0        | 0     | 0      | 0      | 0      | 25.º |
| 2023      | Mundial de Endurance - LMP2      | Hertz Team Jota              | 2         | 1        | 0     | 0      | 1      | N/A    | NC†  |
| 2024      | 24 Horas de Nürburgring - Cup2   | Huber Motorsport             | 1         | 0        | 0     | 0      | 0      | N/A    | 6.º  |
| 2024–25   | Fórmula E                        | Kiro Race Co                 | 18        | 0        | 0     | 0      | 0      | 1      | 23º  |
| Fonte:    |                                  |                              |           |          |       |        |        |        |      |